# NGC 3902
NGC 3902 est une galaxie spirale intermédiaire située dans la constellation du Lion. NGC 3902 a été découverte par l'astronome germano-britannique William Herschel en 1785.

## Caractéristiques
La classe de luminosité de NGC 3902 est II-III et elle présente une large raie HI.

### Distance
Sa vitesse par rapport au fond diffus cosmologique est de 3 906 ± 22 km/s, ce qui correspond à une distance de Hubble de 57,6 ± 4,1 Mpc (∼188 millions d'al)
À ce jour, CINQ mesures non basées sur le décalage vers le rouge (redshift) donnent une distance de 67,320 ± 5,911 Mpc (∼220 millions d'al), ce qui est de justesse à l'intérieur des valeurs de la distance de Hubble. Notons cependant que c'est avec la valeur moyenne des mesures indépendantes, lorsqu'elles existent, que la base de données NASA/IPAC calcule le diamètre d'une galaxie et qu'en conséquence le diamètre de NGC 3902 pourrait être d'environ 28,5 kpc (∼93 000 al) si on utilisait la distance de Hubble pour le calculer.

### Classification
Le professeur Seligman et Wolfgang Steinicke classifient NGC 3902 comme une spirale intermédiaire barrée, mais on voit à peine le début d'une barre au centre de cette galaxie. La classification de spirale intermédiaire intermédiaire par les bases de données NASA/IPAC et HyperLeda correspond mieux à l'image obtenue des données de l'étude SDSS.

### Radiogalaxie
Selon la base de données Simbad, NGC 3902 est une radiogalaxie.

## Groupe de NGC 3902
NGC 3902 est la galaxie la plus brillante d'un groupe de galaxies qui porte son nom. Le groupe de NGC 3902 comprend au moins cinq galaxies. Les quatre autres galaxies du groupe sont NGC 3920, NGC 3944, UGC 6806 et UGC 6807.
Selon Abraham Mahtessian, NGC 3902 et UGC 6806 (désigné 1147+2615, une abréviation pour CGCG 1147.7+2615) forment une paire de galaxies.